# Ptychocheilus lucius
Ptychocheilus lucius е вид лъчеперка от семейство Шаранови (Cyprinidae). Видът е световно застрашен, със статут Уязвим.

## Разпространение
Разпространен е в САЩ.
Регионално е изчезнал в Мексико.